# Glaphyrus viridicollis
Glaphyrus viridicollis es una especie de coleóptero de la familia Glaphyridae.

## Distribución geográfica
Habita en Argelia, Túnez y Marruecos.